# قرار مجلس الأمن التابع للأمم المتحدة رقم 2624
قرار مجلس الأمن التابع للأمم المتحدة رقم 2624، المتخذ في 27 فبراير 2022، هو قرار لمجلس الأمن الدولي، يهدف لتوسيع الحظر على إيصال الأسلحة إلى اليمن ليشمل جميع المتمرّدين الحوثيين بعدما كان مقتصرا على أفراد وشركات محددة، وصوتت 11 دولة لصالح القرار، وامتنعت أربع عن التصويت وهي النرويج والمكسيك والبرازيل وإيرلندا.
وينص القرار الذي صاغته المملكة المتحدة ويمدد حظر الأسلحة حتى 28 فبراير 2023 على أن إخضاع الحوثيين لإجراءات تتعلق بحظر الأسلحة المفروض على اليمن منذ عام 2015.

## التصويت
| مع (11) | امتناع (4)                                       | ضد (0) |
| --- | ------------------------------------------------ | ------ |
| - ألبانيا - فرنسا - الغابون - غانا - كينيا - المملكة المتحدة - الولايات المتحدة - الاتحاد الروسي - الصين - الهند - الإمارات العربية المتحدة | - المكسيك - النرويج - البرازيل - جمهورية أيرلندا |        |

- يظهر الأعضاء الدائمون في مجلس الأمن بالخط العريض.

## روابط خارجية
- نص القرار في undocs.org